# Pirofosfato di sodio
Il pirofosfato di sodio è un sale di sodio dell'acido pirofosforico, detto anche pirofosfato tetrasodico per distinguerlo dal pirofosfato acido di sodio (Na2H2P2O7). A temperatura ambiente si presenta come un solido incolore, inodore, solubile in acqua. Assieme agli altri difosfati di sodio o di potassio è codificato nella lista degli additivi alimentari come E450.
Ha vari impieghi, specialmente nell'industria alimentare come agente di fusione, chelante, esaltatore del colore e come agente lievitante. È usato come additivo nel dentifricio per la sua capacità di rimuovere magnesio e calcio dalla saliva prevenendo il loro deposito sui denti e la formazione del tartaro.